# Gustav Merkel

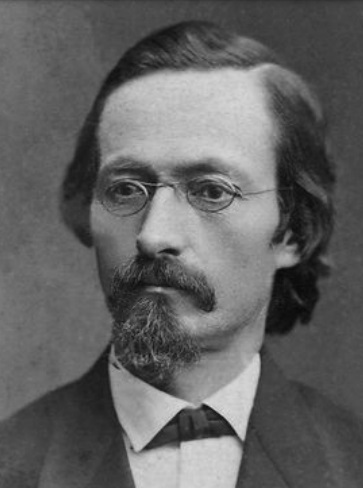
Gustav Merkel

Gustav Adolf Merkel (Oberoderwitz bij Zittau, 12 november 1827 – Dresden, 30 oktober 1885) was een Duits organist en componist.
In zijn jeugd kreeg hij een aantal malen les van Robert Schumann.
Vanaf 1858 was hij organist in Dresden. Hoewel hij zelf luthers was, heeft hij voornamelijk in katholieke kerken het orgel bespeeld. Zo was hij in de Kreuzkirche de opvolger van Christian Gottlob Höpner. Ook was hij leraar aan het conservatorium in Dresden. 
Voor orgel schreef hij negen solo-sonates, een sonate voor orgel vierhandig (opus 30) en tientallen kleinere werken, waarvan enkele gebaseerd waren op protestantse koralen. Verder schreef hij koormuziek en stukken voor piano.
Zijn composities zijn behoudend van stijl, met duidelijke invloeden van Mendelssohn. Zijn werk is te vergelijken met dat van zijn jongere tijdgenoot Joseph Rheinberger.

## Enkele werken
- op. 5: Fantasie und Fuge in C
- op. 30: Preis-Sonate (voor vier handen en dubbel pedaal)
- op. 32: Große Choralvorspiele
- op. 35: Adagio
- op. 39: 4 Trios für Orgel
- op. 40: Fuge über BACH
- op. 42: Orgelsonate Nr. 2 in g
- op. 45: Variationen über ein Thema aus Beethovens Klaviersonate op. 109
- op. 46 Nr. 1: Präludium
- op. 46 Nr. 2: Tripel-Fuge
- op. 46 Nr. 3: Postludium
- op. 46 Nr. 4: Andantino
- op. 48: Kurze Choralvorspiele
- op. 49: Pastorale Nr. 1 in G
- op. 51: Adagio für Cello und Orgel
- op. 56: Weihnachtspastorale
- op. 80: Orgelsonate Nr. 3
- op. 103: Pastorale
- op. 104: Fantasie und Fuge
- op. 109: Fantasie und Fuge in c
- op. 115: Orgelsonate Nr. 4
- op. 116: Variationen über "Wer nur den lieben Gott"
- op. 118: Orgelsonate Nr. 5
- op. 123: Ouvertüre in c
- op. 133: Fantasie Nr. 4
- op. 137: Orgelsonate Nr. 6 in e
- op. 140: Orgelsonate Nr. 7
- op. 141: Concertsatz
- op. 176: Fantasie Nr. 5
- op. 178: Orgelsonate Nr. 8 in b
- op. 183: Orgelsonate Nr. 9